# Радовцы (Украина)
Радовцы (укр. Радівці) — село в Деражнянском районе Хмельницкой области Украины.
Население по переписи 2001 года составляло 886 человек. Почтовый индекс — 32235. Телефонный код — 3856. Занимает площадь 4,609 км². Код КОАТУУ — 6821588401.

## Местный совет
32235, Хмельницкая обл., Деражнянский р-н, с. Радовцы, ул. Мира, 26